# Melalgus gonagrus
Melalgus gonagrus är en skalbaggsart som först beskrevs av Fabricius 1798.  Melalgus gonagrus ingår i släktet Melalgus och familjen kapuschongbaggar. Inga underarter finns listade i Catalogue of Life.